# Cayo Romano
Cayo Romano ist eine Insel an der Nordküste Kubas in der Provinz Camagüey. Sie ist die größte des über 777 km² großen Archipels Jardines del Rey und gehört zum Stadtgebiet von Nuevitas. Die Insel ist durch Brücken mit den Nachbarinseln Cayo Coco im Nordwesten und Cayo Paredón Grande im Südosten verbunden.
Cayo Romano ist vor allem wegen seiner vielfältigen Vogelwelt bekannt und ist für Ornithologen ein interessantes Forschungsgebiet. Der östliche Teil der Insel steht unter dem Namen „Humedales de Cayo Romano“ unter Naturschutz.